# Dorfkirche Ogrosen

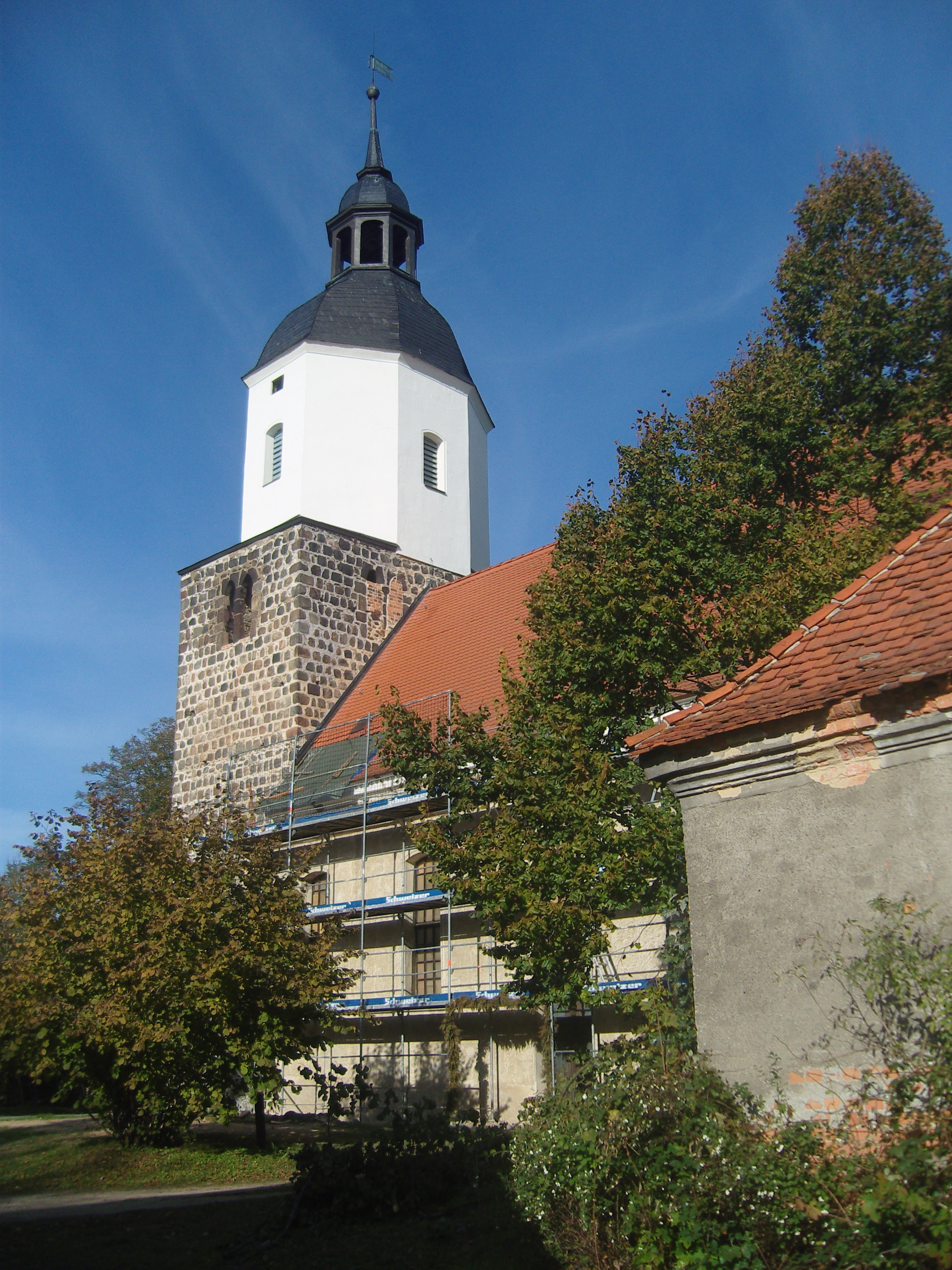
Dorfkirche Ogrosen (2010)

Die Dorfkirche Ogrosen ist das Kirchengebäude in dem zur Stadt Vetschau/Spreewald gehörenden Ortsteil Ogrosen im Landkreis Oberspreewald-Lausitz in Brandenburg. Es gehört der Kirchengemeinde Gräbendorfer See im Kirchenkreis Niederlausitz, der Teil der Evangelischen Kirche Berlin-Brandenburg-schlesische Oberlausitz ist. Die Kirche steht unter Denkmalschutz.

## Architektur und Geschichte

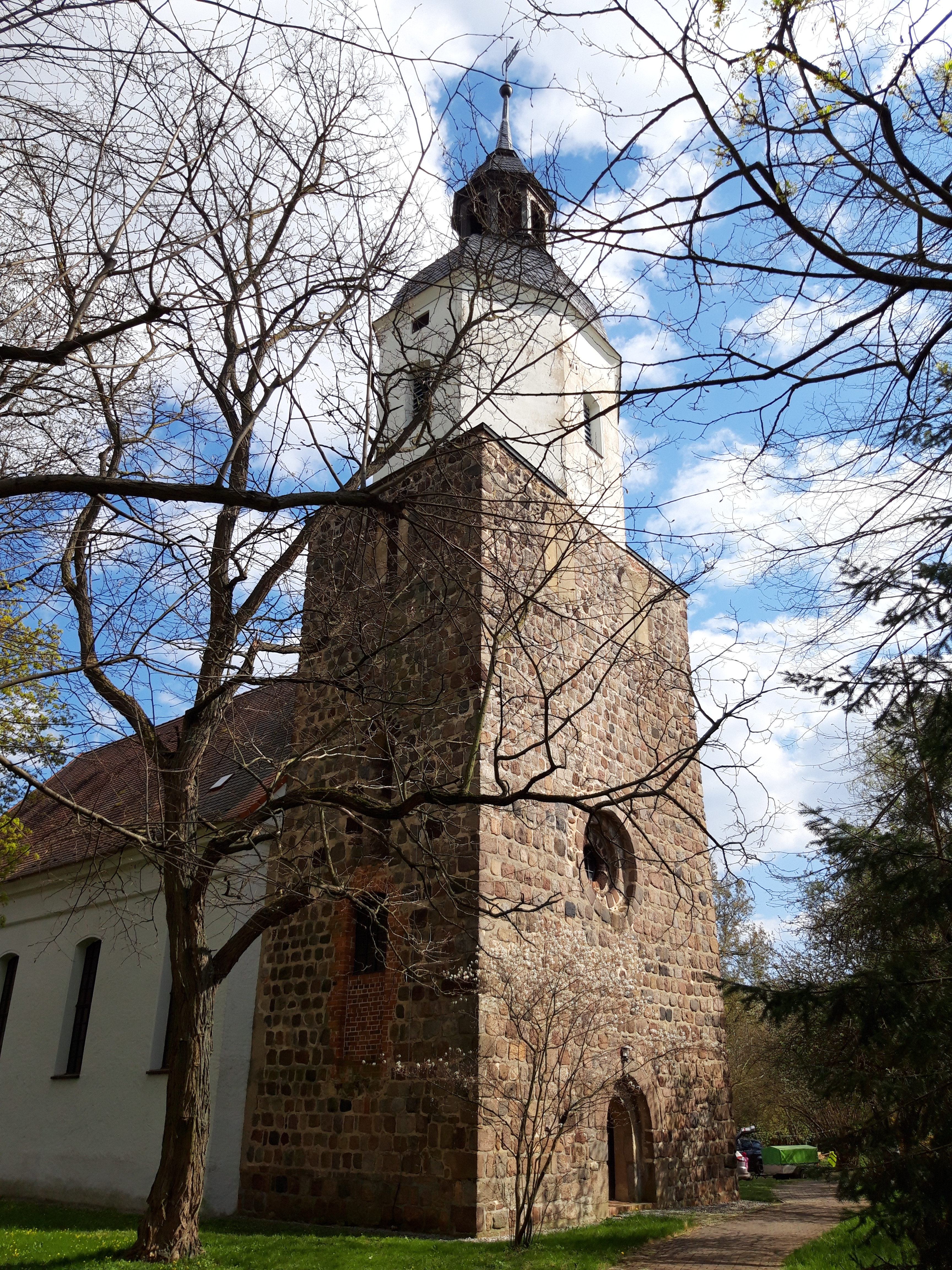
Turmansicht (2022)

Die erste Dorfkirche in Ogrosen wurde zwischen 1246 und 1255 errichtet, der querrechteckige Westturm aus Feldsteinquadern ist von diesem ersten Kirchenbauwerk noch heute erhalten. An dem Turm befinden sich ein großes spitzbogiges Portal und ein abgetrepptes Rundfenster. An der Oberkante des alten Turmes befinden sich mehrere in Paaren angeordnete Schallöffnungen, die zum Teil vermauert sind. An der Nordseite ist ein großes Lanzettfenster angeordnet. Der verputzte Saal wurde um 1760 mit einem Ziegelmauerwerk neu gebaut. Er ist auf beiden Seiten mit jeweils fünf Stichbogenfenstern versehen und hat im Osten einen Dreiachtelschluss. Den barocken Turmaufsatz mit einer verschieferten Haube und Laterne erhielt die Kirche ebenfalls zur gleichen Zeit wie den neuen Saal. An der Südwand erinnern acht Grabsteine an die Familie von Stutterheim, die bis 1924 die Grundherrschaft über Ogrosen innehatte.
Eine einfache Putzdecke überspannt das Innere und eine umlaufende Empore wird von toskanischen Säulen getragen. Der östliche Teil des Saals ist als Sakristei abgetrennt. In der Kirche befindet sich eine gut erhaltene Ausstattung aus der Bauzeit des Kirchenschiffs. Der Kanzelaltar, der ebenfalls um 1760 gefertigt wurde, ist in die Ostempore eingebunden. Die große achtseitige Sandsteintaufe aus dem Vorgängerbau wurde 1965 wiederentdeckt und in der Kirche platziert. Die Orgel mit acht Registern auf einem Manual und Pedal wurde 1874 von dem Orgelbauer Carl Wilhelm Schröther aus Sonnewalde gebaut. Die ursprünglichen Kirchenglocken wurden während des Ersten Weltkrieges eingeschmolzen und durch Gussglocken ersetzt. Von 1989 bis 2004 befand sich in der Dorfkirche Ogrosen ein Taufengel, der eigentlich in die Dorfkirche Laasow gehört.
Zu DDR-Zeiten war Ogrosen für die Devastierung zugunsten des Braunkohletagebaus vorgesehen, so dass an der Kirche keine Instandsetzungsarbeiten mehr vorgenommen wurden. Um einen möglichen Abriss verhindern oder herauszögern zu können, wurde die Kirche 1986 unter Denkmalschutz gestellt. Nach der Wende wurden die Planungen zum Abbruch des Ortes verworfen. Kurz danach wurde die Eindeckung des Kirchenschiffs erneuert, allerdings wies die Kirche lange Zeit bauliche Schäden auf. Seit Februar 2006 sammelte eine Initiativgruppe aus Ogrosen Spenden für eine Sanierung, bis April 2009 kamen so knapp 190.000 Euro zusammen. Im Dezember 2009 wurde das Geläut der Kirche erneuert, nachdem der Glockenstuhl durch die zu schweren Gussglocken beschädigt worden war. Ende 2010 bzw. Anfang 2011 wurde die Kirche neu verputzt und neu eingedeckt.
Bis 2013 wurde die Sanierung der Kirche größtenteils abgeschlossen, insgesamt waren knapp 300.000 Euro an Spendengeldern zusammengekommen. Die Orgel wurde Ende 2016 von der Firma W. Sauer Orgelbau aus Frankfurt (Oder) restauriert.

## Kirchengemeinde
Im 19. Jahrhundert gehörte zur Kirchengemeinde Ogrosen, die der Superintendentur in Calau unterstellt war, noch das Dorf Ranzow. Die Kirchengemeinde Ogrosen und die Kirchengemeinde Gahlen bildeten zusammen den Pfarrsprengel Ogrosen. Bis 1945 war Ogrosen Teil der Evangelischen Landeskirche der älteren Provinzen Preußens und kam nach deren Zerfall zur Evangelischen Kirche in Berlin-Brandenburg. Der Kirchenkreis Calau und der Kirchenkreis Lübben schlossen sich 1969 zum Kirchenkreis Lübben-Calau zusammen.
Die Kirchengemeinden Gahlen, Laasow und Wüstenhain wurden alle vor 1985 aufgelöst und zu Filialkirchen von Ogrosen. Am 1. März 1998 wurde der Kirchenkreis Lübben-Calau nach der Eingliederung des Kirchenkreises Luckau in Kirchenkreis Lübben umbenannt. Die Evangelische Kirche in Berlin-Brandenburg ging 2004 in der Evangelischen Kirche Berlin-Brandenburg-schlesische Oberlausitz auf. Am 1. Januar 2010 fusionierten die Kirchenkreise Lübben und Finsterwalde zum neuen Kirchenkreis Niederlausitz.
Mit Wirkung zum 1. Juni 2013 wurden die Kirchengemeinden Ogrosen und Missen zu der neuen Kirchengemeinde Gräbendorfer See vereinigt.